# Мори, Ларри
Лоуренс Л. Мори-младший (англ. Lawrence L. Morey, Jr.), более известен как Ларри Мори (англ. Larry Morey) (26 марта 1905 — 8 мая 1971) — американский композитор, поэт-песенник и сценарист. Он был соавтором некоторых из самых успешных песен в мультфильмах Disney 1930-х и 1940-х годов, включая «Heigh-Ho», «Some Day My Prince Will Come» и «Whistle While You Work» для «Белоснежки и семи гномов» (1937), а также отвечал за адаптацию книги Феликса Зальтена «Бемби» в одноимённый мультфильм Disney 1942 года. Дважды номинировался на премию «Оскар» как автор песен за «Love Is a Song» и «(Lavender Blue (Dilly Dilly)».

## Карьера
Лоуренс Л. Мори-младший родился 26 марта 1905 года в Лос-Анджелесе, штат Калифорния, после учёбы в университете работал в американских компаниях Warner Brothers и Paramount.
Он присоединился к Disney в 1933 году и написал песни для нескольких короткометражных мультфильмов Silly Symphonies, включая: «Кузнечик и муравьи» и «Маленькая мудрая курочка» (оба в 1934); для первого он написал слова к песне «The World Owes Me a Living», вместе с Ли Харлайном, который написал музыку к песне. В том же году песня была спета Ширли Темпл в фильме «Отныне и навек».
Мори часто работал вместе с композитором Фрэнком Черчиллем. Они также стали соавторами 25 песен для первого полнометражного мультфильма Disney «Белоснежка и семь гномов» в 1937 году.
В мультфильме были использованы восемь их песен, включая: «Heigh-Ho», «Some Day My Prince Will Come», «Whistle While You Work» и «I’m Wishing». Ларри Мори также был режиссёром сцен мультфильма. «Белоснежка» была номинирована на премию «Оскар» за лучшую оригинальную музыку к фильму, но проиграла фильму Генри Костера «Сто мужчин и одна девушка».
Мори был одним из пяти человек, вместе с Уильямом Коттреллом, Уилфредом Джексоном, Персом Пирсом и Беном Шарпстином, которые были номинированы на премию «Кубок Муссолини» за «Белоснежку» в категории «лучший иностранный фильм» на Венецианском международном кинофестивале 1938 года, однако Лени Рифеншталь выиграла её за свой двухсерийный фильм «Олимпия».
В 1938 году Мори сотрудничал с композитором Альбертом Хэем Мэлоттом над заглавной песней для короткометражного мультфильма «Бык Фердинанд», который получил «Оскар» за лучший анимационный короткометражный фильм в 1939 году, и он снова работал с Фрэнком Черчиллем над саундтреком к фильму «Несговорчивый дракон» в 1941 году.
В следующем году он и Перс Пирс отвечали за адаптацию книги «Бемби» в сценарий одноимённого мультфильма. Оба они придумали персонажей кролика Топотуна и скунса Цветочка, чтобы поднять дух книги. Он также написал в соавторстве с Черчиллем песни для мультфильма, включая: «Little April Shower», «Let’s Sing a Gay Little Spring Song» и «Looking for Romance (I Bring You a Song)». Оба были номинированы на «Оскар» за лучшую оригинальную песню к фильму в 1943 году за «Love Is a Song», но проиграли песне «White Christmas» написанной Ирвингом Берлином и спетой Бингом Кросби, Марджори Рейнольдс и Мартой Мирс в фильме «Праздничная гостиница».
В 1949 году он вместе с композитором Элиотом Дэниэлом был номинирован на «Оскар» за песню «Lavender Blue (Dilly Dilly)», обработку известной песни «Lavender’s Blue», исполненную Бёрлом Айвзом в фильме «Так дорого моему сердцу» (1948), но на этот раз он проиграл песне Фрэнка Лессера «Baby, It’s Cold Outside» из фильма «Дочь Нептуна» (1949).
В 1950 году он вместе с Чарльзом Уолкоттом поделился идеями для песен на ранних стадиях мультфильма «Золушка», где они написали такие песни, как «Dancing on a Cloud», «The Face That I See in the Night», «The Dress That My Mother Wore» и «Sing a Little, Dream a Little». Однако эти песни были вырезаны во время производства.
На церемонии вручения премии «Грэмми» 1977 года он был посмертно номинирован на премию «Грэмми» за лучшую запись для детей вместе с Фрэнком Черчиллем, Ли Харлайном и Полом Дж. Смитом за саундтрек к «Белоснежке и семи гномов», но проиграл Гермионе Джинголд и Карлу Бёму, дирижирующими Венским симфоническим оркестром, который исполнял симфонию Сергея Прокофьева «Петя и волк» и сюиту Камиля Сен-Санса «Карнавал животных».
Мори умер 8 мая 1971 года в возрасте 66 лет в округе Санта-Барбара, штат Калифорния.

## Фильмография
| Год  | Фильм                               | Работа |
| ---- | ----------------------------------- | --- |
| 1934 | Кузнечик и муравьи                  | Автор слов песни: «The World Owes Me a Living» |
| 1934 | Игривый Плуто                       | Композитор — в титрах не указан |
| 1934 | Маленькая мудрая курочка            | Автор слов песни: «Help Me Plant My Corn» |
| 1934 | Странные пингвины                   | Автор слов песни: «The Penguin Is a Very Funny Creature» |
| 1935 | Broken Toys                         | Сценарист — в титрах не указан |
| 1937 | Белоснежка и семь гномов            | Режиссёр сцен Автор слов песен — в титрах не указан: «I’m Wishing», «One Song», «With a Smile and a Song», «Whistle While You Work», «The Dig Dig Dig Song», «Heigh-Ho», «Bluddle-Uddle-Um-Dum», «The Silly Song» и «Someday My Prince Will Come» |
| 1938 | Бык Фердинанд                       | Автор слов песни: «Ferdinand the Bull» |
| 1941 | Дамбо                               | Музыкальный руководитель — в титрах не указан |
| 1941 | Несговорчивый дракон                | Композитор |
| 1942 | Бэмби                               | Адаптация сюжета Автор слов песен — в титрах не указан: «Love is a Song», «Little April Shower», «Let’s Sing a Gay Little Spring Song» и «Looking For Romance»                                                                                    |
| 1945 | The Cross-Eyed Bull                 | Продюсер |
| 1946 | The Lady Said No                    | Продюсер |
| 1946 | Pepito’s Serenade                   | Продюсер Композитор |
| 1946 | Choo Choo Amigo                     | Продюсер |
| 1946 | The Flying Jeep                     | Продюсер |
| 1946 | The Fatal Kiss                      | Продюсер |
| 1948 | Так дорого моему сердцу             | Автор слов песен: «Lavender Blue (Dilly, Dilly)» и «Stick-to-it-ivity» |
| 1949 | Приключения Икабода и мистера Тоада | Автор слов песни: «The Merrily Song» |
| 1951 | Алиса в Стране чудес                | Автор песен — в титрах не указан |

## Награды и номинации
- 1938 — Премия «Кубок Муссолини» в категории «Лучший иностранный фильм» («Белоснежка и семь гномов») (номинация)
- 1943 — Премия «Хьюго» в категории «Лучшая постановка, малая форма» («Бэмби»)[12]
- 1943 — Премия «Оскар» в категории «Лучшая оригинальная песня к фильму» («Love Is a Song»; «Бэмби») (номинация)[1]
- 1950 — Премия «Оскар» в категории «Лучшая оригинальная песня к фильму» («(Lavender Blue (Dilly Dilly)»; «Так дорого моему сердцу[англ.]») (номинация)[2]
- 1977 — Премия «Грэмми» в категории «Лучшая запись для детей» («Белоснежка и семь гномов») (номинация)[11]